# 천연 자원 보전국

천연 자원 보전국(Natural Resources Conservation Service, NRCS, 구 명칭: 토양 보전국, Soil Conservation Service, SCS)은 농부와 기타 개인 토지 소유자 및 관리자에게 기술 지원을 제공하는 미국 농무부(USDA) 산하 기관이다.
1994년 빌 클린턴 대통령 재임 중에 더 넓은 사명을 반영하기 위해 이름이 변경되었다. 현재 약 12,000명의 직원으로 구성된 비교적 작은 기업이다. 임무는 주 및 지방 기관과의 협력 파트너십을 통해 사유지의 천연 자원을 개선, 보호 및 보전하는 것이다. 주요 초점은 농경지였지만 토양 조사, 분류 및 수질 개선에 많은 기술적 기여를 했다. 한 가지 예는 2002년 농장 보안 및 농촌 투자법(2002 Farm Bill)의 프로그램에 의해 촉진되고 지원되는 농업 보존 노력의 이점을 정량화하기 위해 설립된 보존 효과 평가 프로젝트(CEAP)이다. NRCS는 이 프로젝트의 주요 기관이다.